# Veldhoven
Veldhoven ( udtale ?) er en kommune og en by i den sydlige provins Noord-Brabant i Nederlandene. 
Kommunen blev oprettet i 1921. 
I 1996 blev der lagt en plaquette hvor de tidligere kommuner Veldhoven en Meerveldhoven, Oerle og Zeelst kom sammen, før de blev sammenlagt til den nuværende Veldhoven kommune.

## Galleri
- Plaquette driegemeentenpunt 't Look Veldhoven
- Begravelses plads (ca. 1350 v.Chr.) ved Toterfout
- Monumental bondegård i Vliet
- Museum 't Oude Slot
- Sint-Jan de Doperkerk i Oerle
- Mølle "De Adriaan"
- Veldhoven-Meerveldhoven kommune i 1866
- Veldhovens Rådhus

- Wikimedia Commons har flere filer relateret til Veldhoven

51°25′12″N 5°24′18″Ø / 51.42°N 5.405°Ø